# Gräset sjunger
Gräset sjunger (The Grass Is Singing) är Doris Lessings debutroman från 1950. Den utspelar sig i Sydrhodesia (nuvarande Zimbabwe), i södra Afrika, i slutet av 1940-talet. Berättelsen handlar om makarna Turners olyckliga äktenskap och om deras fattiga strävan att försörja sig som lantbrukare i det koloniala Sydrhodesia.
Centrala teman i boken är rasmotsättningar och sociala tabun, klasskillnader, makt, äktenskapliga relationer och kvinnlig frigörelse. Sexuella undertoner i berättelsen har debatterats, men boken innehåller inga explicita inslag av vare sig sex eller romantik. Boken, som utgår från de rasmotsättningar som då präglade både Sydrhodesia och grannlandet Sydafrika, blev förbjuden i Sydrhodesia/Rhodesia, och Lessing nekades inresetillstånd till något av länderna.
Boken filmatiserades 1981 av ett svenskt filmbolag. Den filmades i Zambia av regissören Michael Raeburn, med John Thaw, Karen Black och John Kani i huvudrollerna och Björn Gedda i en biroll. Filmen är känd under namnen The Grass Is Singing och Gräset sjunger (samt som Killing Heat i USA).

## Svenska utgåvor
- Gräset sjunger: Roman, översättning av Gunvor & Bertil Hökby, Stockholm: Hökerberg (1951)
- Gräset sjunger, översättning av Gunvor & Bertil Hökby, omslag av Per Åhlin, Stockholm: Wahlström & Widstrand (1965), ISSN 0509-5069 ; 98
- Gräset sjunger, översättning av Gunvor & Bertil Hökby, Stockholm: Wahlström & Widstrand (1976), ISBN 91-46-12505-1
- Gräset sjunger, översättning av Gunvor & Bertil Hökby, Stockholm: Wahlström & Widstrand (1981), tryckt i Avesta: A.B.M.-tryck, ISBN 91-46-13785-8
- Gräset sjunger, översättning av Gunvor & Bertil Hökby, Stockholm: Wahlström & Widstrand (1981), tryckt i Ungern, ISBN 91-46-13920-6
- Gräset sjunger: roman, översättning av Gunvor & Bertil Hökby, Stockholm: Litteraturfrämjandet (1989)